# Ruumissaari (ö i Birkaland, Övre Birkaland)
Ruumissaari är en ö i Finland. Den ligger i sjön Toisvesi och i kommunen Virdois i den ekonomiska regionen  Övre Birkalands ekonomiska region  och landskapet Birkaland, i den sydvästra delen av landet, 250 km norr om huvudstaden Helsingfors. Öns area är 0,3 hektar och dess största längd är 80 meter i sydöst-nordvästlig riktning.